# Ništa
Ništa ili ništavilo (lat. nihil) pojam je koji opisuje odsustvo ili nepostojanje nečega. 
Ima svoju primjenu u raznim znanstvenim područjima, između ostalog u filozofiji, matematici, fizici, računarstvu. Pojam ničega u matematici označava se nulom ili ništicom. Filozofski i matematički pojam nule formuliran je u drevnoj Indiji.
U filozofiji, ništa kao nebiće pojmovno je negiranje bića. Ništavilo je filozofski pojam, koji označava opće stanje nepostojanja, ponekad opisano kao domena u koju stvari prelaze kada prestanu postojati ili iz koje mogu nastati (npr. vjerovanje da je Bog stvorio svemir ex nihilo, „iz ničega”). Pojam ništa se u grčkoj filozofiji prvi put javlja u Parmenidovoj izreci: „Biće jest, a nebiće nije“. Za atomiste ništa označava prazninu. U Platonovom učenju o najvišim rodovima bića dokazuje se nužnost postojanja nebića kao suprotnosti obuhvaćene samim pojmom bića (Sofist, 258a — 259d). Tako za Platona, ništa kao nebiće, naznačuje različitost. Aristotel određuje nebitak kao pojmovnu suprotnost bitku tvrdeći: „bitak nije nebitak“ (Met. IV, 3, 1105 b). Kao puka mogućnost, prvobitna materija se kod Platona i Plotina također javlja kao relativno ništa.
Prihvaćanje i odbacivanje, poznavanje i nepoznavanje nule, praznine i beskonačnosti seže duboko u povijest. Primitivna nula prvi put se pojavila u starom Babilonu. Nula je u Indiji dobila brojčanu vrijednost i mjesto na osi. Bilo je prilično neuobičajeno da nešto što je ništa i bez količine postane broj. Stari indijski matematičari pokušali su i dijeliti nulom, utvrdivši da kada se doda ili oduzme od razlomka 1/0, ništa se ne događa jer je broj 1/0 nepromjenljiv. U 17. stoljeću, francuski matematičar i filozof Rene Descartes načinio je koordinatni sustav, u koji je uveo nulu. U tom sustavu uvidio vezu između oblika i jednadžbi i time utemeljio analitičku geometriju.
Moderna fizika u svom je svijetu pronašla primijenjenu nulu. Fizičari su otkrili, da nule postoje u svemiru, razbacane unaokolo, a nazvane su crne rupe. Crna rupa na neki način "guta" prostor i vrijeme, a opća teorija relativnosti opisuje je, kao mjesto u kojem je prostor-vrijeme beskonačno zakrivljeno.
Iako računalni hardver za pohranu uvijek sadrži brojeve, nula simbolizira broj, koji sustav preskače kada programer to želi. Mnogi sustavi imaju slične mogućnosti, ali različite ključne riječi, kao što su „null” (npr. SQL), „NUL”, „nil”, i „None” (Python).
U jeziku, „ništa”, korišteno kao zamjenica, označava odsustvo nečega ili određene stvari koju bi netko mogao očekivati ili željeti da bude prisutna („Nismo ništa našli”, „Ništa nije bilo tamo”) ili neaktivnost jedne ili više stvari koje su obično ili mogu biti aktivne („Ništa se nije pomaklo”, „Ništa se nije dogodilo”). Kao predikat ili dopuna „ništa” označava odsustvo značenja, veličine, vrijednosti, relevantnosti, stajanja ili značaja „To nije značilo ništa”; „Ja nisam ništa u njihovim očima”).